# Língua ahom
A Língua Ahom é uma língua tai quase extinta falada pelos Ahoms, povo que governou o vale do rio Brahmaputra(hoje estado de Assam, Índia) entre os século XIII e XVIII. A língua é classificada como sendo do subgrupo Noroeste do grupo Sudoeste das línguas Tai. Apresenta afinidades com as línguas Shan, Khamti e também com a língua tailandesa. Como os dominadores Ahom da área assimilaram os Assameses que eram em maior número, a língua assamesa (que é indo-Europeia) gradualmente substituiu o Ahom como língua falada, processo que se completou durante o século XIX. N 2000, Ahom era conhecida somente por 200 sacerdotes da tradicional religião dos Ahoms, sendo usada somente para fins religiosos.
A língua não é mais falada, mas o extenso dicionário léxico Assamês-Ahom de 1795 chamado Bar Amra preserva a forma da língua como era falada ao tempo do Império Ahom. A língua é muito importante para estudos Tai, sendo praticamente livre de influências das línguas mon-khmer e das línguas índicas orientais e sua tradição escrita data do século XIII.

## Características
Ahom é classificada como uma língua Ta-Sudoeste-Noroeste e tem sua própria escrita.
Ahom apresenta características das línguas tai:
- Ordem das palavras Sujeito-Verbo-Objeto (SVO) [2]
- língua tonal [2]
- Raízes monossilábicas [2][3]
- Cada sílaba é tonal, iniciando sempre com consoante ou com grupo consonantal seguida de vogal ou ditongo. Pode ser adicionada uma vogal final.[3]
- Não apresenta inflexões
- Sintaxe de língua analítica. [2]

Tanto na escrita como na fala do Ahom, muito é dependente do contexto e da interpretação da audiência. Muitas são as partes de uma frse que podem ficar ocultas, implícitas, verbos e adjetivos permanecem, mas outras partes da fala como pronomes principalmente podem ser eliminados. Os verbos não apresentam mudanças com tempo, os substantivos não têm plural. O tempo é percebido por meio de advérbios, sequências de verbos ou palavras auxiliares que ficam diante do verbo.
Ahom,como as demais línguas Tai, usa classificadores para identificar categorias (algo como gêneros) e a repetição de palavras para representar algumas expressões idiomáticas. Porém, as exporessões, os pronomes e outras partículas da frase variam tanto dentre as línguas Tai que se originaram do Proto-Tai que as línguas não apresentam inteligibilidade mútua.